# 广州地铁16号线
广州地铁16号线是广州地铁的远期路线之一。全線位於增城區境內。线路代表色暂定为褐色。
該線路屬於遠期規劃線路，目前尚未有建設和運營的時間表。

## 概要
16号线现时规划大致呈「西南-東北」走向，始于增城區的新塘站，下穿铁路后沿荔新公路往东北行进，在通过仙宁路口后偏离荔新公路向东，进入增滩公路，后再次转向东北进入新城大道，之后转向正北，经过规划的增城火车站。线路随后下穿华南快速，再次转向东北，经过挂绿湖南边后再次转入新城大道。线路在挂绿湖北侧再次转为正北，进入荔景大道、增派公路行进，最终抵达开园中路口的终点站荔城北站。
16号线设有荔城北车辆段，位于荔城北站西侧；另外亦设有沙埔停车场，位于沙埔站西南。

## 歷史
本線最早出現在2003年線網規劃方案中，為當時14號線增城段的一部分。後來在2008年規劃方案當中，原14號線被分拆，增城段新塘以東的一段成為現16號線，同時改為在新塘站與13號線換乘。該線走向基本確定。
16号线原来与荔新公路走向大致重合，后来改为绕经石滩镇及规划挂绿新城再抵达增城市区。
2010年，16号线获纳入《2011-2015年广州市轨道交通建设方案》，规划于2015年建成。但因连接市区的21号线出现，16号线未能入选广州地铁第二期建设规划；数年后的第三期建设规划亦未纳入本线。增城区持续在争取建设本线，以联通13号线和21号线，实现区内地铁成网运营。
2021年，16号线一期（石滩－荔城北）被列入广州市“十四五”规划的策划项目，一度被认为有机会纳入下一轮线网建设规划中；然而国家发改委逐年收紧地铁审批，对新线路初期客运强度和远期客流规模提出更高要求，增城区政府近年已改为争取同样经过增城的20号线和23号线纳入第四期建设规划。
16号线虽未获批，但地铁增城广场站和新塘站及广汕高铁增城站都在建设时为本线预留了部分车站结构，待工程落实后便可续建。

## 车站
16号线现时规划设有14座车站（包含一座预留车站），其中预定有四个换乘站。
| 站名 | 换乘路线                                   | 所在地           | 车站形式         |                  |                  |
| 16號線（规划中） | 16號線（规划中）                           | 16號線（规划中） | 16號線（规划中） | 16號線（规划中） | 16號線（规划中） |
| --- | ------------------------------------------ | ---------------- | ---------------- | ---------------- | ---------------- |
| 荔城北 |                                            | 增城区           | 未知             |                  |                  |
| 富鹏路 |                                            | 增城区           | 未知             |                  |                  |
| 荔城 |                                            | 增城区           | 未知             |                  |                  |
| 增城广场 | 21号线 21                                  | 增城区           | 地下岛式站台     |                  |                  |
| 少年宫 |                                            | 增城区           | 未知             |                  |                  |
| 挂绿新城南 |                                            | 增城区           | 未知             |                  |                  |
| 增城火车站 | 增城站                                     | 增城区           | 地下岛式站台     |                  |                  |
| 石滩 |                                            | 增城区           | 未知             |                  |                  |
| 石滩西 |                                            | 增城区           | 未知             |                  |                  |
| 蓝山[预留] |                                            | 增城区           | 未知             |                  |                  |
| 仙村 |                                            | 增城区           | 未知             |                  |                  |
| 沙埔 |                                            | 增城区           | 未知             |                  |                  |
| 新塘客运站 |                                            | 增城区           | 未知             |                  |                  |
| 新塘 | 13号线 1309、28号线 新塘南站：穗深城際鐵路 | 增城区           | 地下双岛式站台   |                  |                  |
| 註釋 |                                            |                  |                  |                  |                  |
| - 16号线为中远期规划线路，尚未获批，设站信息仅供参考。 - 所有以斜体标识的线路和车站均未开通。 - 预留 本站目前规划为预留车站。 |                                            |                  |                  |                  |                  |
| 论 编 |                                            |                  |                  |                  |                  |

### 換乘站
- 新塘站：换乘13号线、20号线和28号线（佛穗莞城际）。本站13号线和16号线部分站台为雙島四線同台平行換乘站，已同步建成，目前16号线站台被假墙封闭；而该站未预留20号线和28号线的换乘部分。20号线可通过站厅通道换乘，而28号线则需穿过20号线车站才可换乘。
- 新塘客运站：换乘23号线。兩線均为远期线路，预留情况未知。
- 增城火车站：换乘东莞4号线。兩線均为远期线路，16号线车站建设时将在站台预留换乘节点。
- 增城广场站：换乘21号线。21號線在建設時已预留T字型节点换乘。

## 使用列车
16号线计划采用6辆编组列车，最高运营速度为120km/h。